# Municipio de Grand Rapids (Illinois)
El municipio de Grand Rapids (en inglés: Grand Rapids Township) es un municipio ubicado en el condado de LaSalle en el estado estadounidense de Illinois. En el año 2010 tenía una población de 335 habitantes y una densidad poblacional de 3,63 personas por km².

## Geografía
El municipio de Grand Rapids se encuentra ubicado en las coordenadas 41°14′15″N 88°45′37″O / 41.23750, -88.76028. Según la Oficina del Censo de los Estados Unidos, el municipio tiene una superficie total de 92.21 km², de la cual 92,21 km² corresponden a tierra firme y (0 %) 0 km² es agua.

## Demografía
Según el censo de 2010, había 335 personas residiendo en el municipio de Grand Rapids. La densidad de población era de 3,63 hab./km². De los 335 habitantes, el municipio de Grand Rapids estaba compuesto por el 97,01 % blancos, el 0,3 % eran afroamericanos, el 0,3 % eran asiáticos, el 0,6 % eran de otras razas y el 1,79 % eran de una mezcla de razas. Del total de la población el 4,48 % eran hispanos o latinos de cualquier raza.